# Ruta de Rhode Island 10
La Ruta de Rhode Island 10, y abreviada R.I. 10 (en inglés: Rhode Island Route 10) es una carretera estatal estadounidense ubicada en el estado de Rhode Island. La carretera inicia en el Sur desde la  Ruta 12     en Providence hacia el Norte en la  I 95     en Providence. La carretera tiene una longitud de 8 km (5 mi).

## Mantenimiento
Al igual que las autopistas interestatales, y las rutas federales y el resto de carreteras estatales, la Ruta de Rhode Island 10 es administrada y mantenida por el Departamento de Transporte de Rhode Island por sus siglas en inglés RIDOT.

## Cruces
La Ruta de Rhode Island 10 es atravesada principalmente por la  I 95     en Providence y en Cranston.